# Tristaniopsis collina
Tristaniopsis collina es un árbol del este de Australia de la familia Myrtaceae. Su hábitat usual es el  bosque templado húmedo a gran altura lejos de las corrientes de agua y suelos superficiales. Sin embargo, puede ser ocasionalmente visto a bajas altitudes. Tristaniopsis collina es notablemente similar al gomero de agua, sin embargo la última especie es estrictamente riparia.
El rango natural de distribución de Tristaniopsis collina es desde las cercanías de Mount Dromedary (36° S) en el sur de Nueva Gales del Sur hasta la frontera con el estado de Queensland en la Cadena McPherson (28° S).

## Descripción
Es un árbol pequeño a mediano, de hasta 35 metros de altura y un diámetro de 75 cm. El tronco es irregular, no cilíndrico. La corteza es gris o cremosa, muy delgada con fibras con consistencia parecida al papel que se caen al tacto. Las ramillas son de color púrpura y angulares en sección de cruz. Las hojas simples alternadas miden alrededor de  5 a 8 cm de largo, con una delgada punta larga. Los puntitos aceitosos son numerosos y de varios tamaños. La vena central está hundida en el haz, pero elevada en el envés.
Flores amarillas se forman en las cimas desde noviembre a enero. El fruto es una cápsula seca que madura de abril a julio. La cápsula es prácticamente idéntica a la de gomero de agua. Las semillas aladas miden 5 mm de largo por 2 mm de ancho.